# فيروسات تورامية
الفيروسات التورامية (بالإنجليزية: Polyomaviridae)‏ هي عائلة من الفيروسات، الأثوياء الطبيعون لها هي الثدييات والطيور في المقام الأول. اعتبارًا من عام 2019 اُعترِف بأربعة أجناس و 102 نوع من الفيروس، تسعة منها غير منتمية لجنس محدّد. من المعروف أن 14نوعًا منها تصيب البشر، واُعترف بوجود أنواع أخرى (مثل الفيروس القردي 40) تصيب البشر لكن بدرجة أقل. معظم هذه الفيروسات شائعة جدًا وغير عرضية عند معظم المجموعات البشرية الخاضعة للدراسة. يرتبط فيروس بي كيه باعتلال الكلية عند مرضى زراعة الكلية والأعضاء الصلبة غير الكلوية، وفيروس جي سي مع اعتلال بيضاء الدماغ متعدد البؤر المترقّي، وفيروس خلية ميركل بسرطان خلية ميركل.

## التشخيص
غالبًا ما تُشخّص الإصابة بالفيروسات التورامية بعد الإصابة الأولية لأنها إما غير عرضية، أو تتظاهر بأعراض تحت سريرية. تُستخدم مُقايَسة الأجسام المضادة بشكل شائع للكشف عن وجود الأجسام المضادة للفيروسات الفردية. كثيرا ما تكون المقايسة التنافسية مطلوبة للتمييز بين الفيروسات التورامية المتشابهة للغاية.
في حالات اعتلال بيضاء الدماغ متعدد البؤر التدريجي المترقّي، تُستخدَم الأجسام المضادة متصالبة التفاعل لمستضد الفيروس القردي 40 (عادةً Pab419) لتلوين الأنسجة مباشرةً، لوجود مستضد فيروس جي سي. يمكن استخدام تفاعل البوليميراز المتسلسل في خزعة النسيج أو السائل النخاعي، ما يسمح فقط باكتشاف الفيروس التورامي وتحديد التوع الفرعي له.
يوجد ثلاث تقنيات تشخيصية رئيسية تُستخدم لكشف إعادة تنشيط الفيروس التورامي في اعتلال الكلية بالفيروسات التورامية: فحص خلايا البول، وقياس الحمل الفيروسي في كل من البول والدم، وخزعة الكلية. يؤدي تنشيط الفيروس التورامي في الكليتين والمسالك البولية إلى إفراز الخلايا المصابة و/ أو الفيروسات و/ أو البروتينات الفيروسية إلى البول. نستطيع عند طريق دراسة الخلايا الموجودة في البول تحرّي وجود اشتمال نووي للفيروس التورامي، ما يعتبر مشخّصًا للعدوى، ويمكن أن يحتوي بول المريض على فيروسات و/ أو حمض نووي فيروسي، يمكن حساب الحمل الفيروسي من خلال اختبار تفاعل البوليميراز المتسلسل، ينطبق ذلك بالنسبة للدم أيضًا.
يمكن أيضًا إجراء خزعة كلوية إذا كانت الطريقتان السابقتان غير حاسمتين، أو إذا كان قياس الحمل الفيروسي للأنسجة الكلوية مطلوبًا. على غرار دراسة الخلايا في البول تُفحَص الخلايا الكلوية تحت المجهر الضوئي لكشف الاشتمال النووي للفيروس التورامي، وتحلل الخلايا والجزئيات الفيروسية في السائل الخلوي الإضافي. ويُقاس الحمل الفيروسي عن طريق اختبار تفاعل البوليمراز المتسلسل.
أظهر تلوين الأنسجة باستخدام الأجسام المضادة وحيدة النسيلة ضد مستضد فيروس خلية ميركل فائدة في التمييز بين سرطان خلايا ميركل وأورام الخلايا الصغيرة المستديرة الأخرى. تطوّرت في الأونة الأخيرة الاختبارات الدموية المستخدمة للكشف عن الأجسام المضادة لـفيروس خلايا ميركل، وبيّنت أن العدوى بالفيروس منتشرة، لكن نسبة الأجسام المضادة عند مرضى سرطان خلايا ميركل أعلى بشكل استثنائي من الأشخاص المصابين بدون أعراض.

## استخدامها في تتبع الهجرة البشرية
يعتبر فيروس جي سي واسم جيني واعد في مجال التطور البشري والهجرة. يحمله 70-90% من البشر وعادة ما ينتقل من الآباء إلى الأبناء. لا يبدو أنها طريقة يمكن الاعتماد عليها لتتبع الأصل الأفريقي للإنسان الحديث.

## التاريخ
يعتبر الفيروس التورامي الفأري أول فيروس تورامي يُكتشَف عند البشر في عام 1953. حُدّد وعُرّف العامل المسبب على أنه فيروس من قبل سارة ستيوارت وبيرنيس إيدي، وبعد ذلك أطلق عليه اسم «بوليوما إس إي». يشير مصطلح بوليوما إلى قدرة الفيروسات على إنتاج أورام (أوما) متعددة (بولي) في ظل ظروف معينة. اُنتقِد الاسم ووصِف «بشطيرة لغوية خالية من اللحم» لأن المقطعان الصرفيان(المورفيمان) المكونان لها زائدان، ما يعطي فكرة قليلة عن بيولوجيا الفيروس. في الواقع وجدت الأبحاث اللاحقة أن معظم الفيروسات التورامية نادرًا ما تسبب مرضًا مهمًا سريريًا في الكائنات الحية المضيفة في ظل الظروف الطبيعية.
عُرف العشرات من الفيروسات التورامية اعتبارًا من عام 2017، التي تصيب بشكل رئيسي الطيور والثدييات. من المعروف أن اثنين من الفيروسات التورامية تصيب أسماك القاروص الأسود والدنيس، وأن 14 فيروسًا من الفيروسات التورامية تصيب البشر.